# 道瓊斯內幕交易案
道瓊斯內幕交易案是香港知名人士李國寶在擔任美國上市公司道瓊斯董事時所涉嫌參與的內幕交易事件。

## 事件經過
2007年李國寶身為該道瓊斯的上市董事，以地位優勢得知即將有重要收購交易，他有意或無意通知朋友梁家安等，令後者不平常地大手買入道瓊斯股票，之後在收購新聞見報時，股價急升，梁家安等獲利甚豐。之後，李國寶等受美國證券交易委員會起诉，李國寶甘付罰款庭外和解，但向外界不承認也不否認是案自己有罪。

## 後果
香港傳媒及香港泛民主派認為李國寶違反誠信，合力要求李國寶交代真相，並必須辭退香港立法會的議席。

## 外部参考
- https://web.archive.org/web/20090807054810/http://financenews.sina.com/sinacn/000-000-107-113/404/2008-02-02/0503700068.html
- 道瓊斯內幕交易案，東亞董事會挺李國寶留任 （页面存档备份，存于）
- BBC中文: 道瓊斯內幕交易案：港銀行家李國寶認罰 （页面存档备份，存于）